# Brad Delp
Bradley Edward Delp (Danvers, Massachusetts, 12 juni 1951 – Atkinson, New Hampshire, 9 maart 2007) was een Amerikaanse musicus die vooral bekend werd als zanger van de rockband Boston.
Gitarist Barry Goudreau stelde Delp in 1969 voor aan componist-gitarist Tom Scholz, die op zoek was naar een zanger om een aantal demo-opnamen in te zingen. Uiteindelijk formeerde Scholz de band Mother's Milk (1973-1974), waarvan ook Delp en Goudreau deel uitmaakten. Nadat Epic Records de band een contract aanbood werd de naam veranderd in Boston. Het gelijknamige debuutalbum - dat uitkwam in 1976 - ging meer dan 20 miljoen keer over de toonbank. Delp was verantwoordelijk voor alle lead en achtergrondzangpartijen en schreef de tracks "Let me take you home tonight" en "Smokin'" (samen met Scholz). Ook op het tweede ("Don't look back", 1978), derde ("Third stage", 1986) en vijfde album ("Corporate America, 2002") verzorgde Delp de vocalen. (Het vierde Boston-album "Walk on" uit 1986 werd grotendeels ingezongen door Fran Cosmo). Ook werkte Delp mee aan soloprojecten van Goudreau.

## Overlijden
Brad Delp stierf door zelfmoord en werd op 9 maart 2007 gevonden in de badkamer van zijn huis in Atkinson in New Hampshire. De doodsoorzaak was een koolmonoxidevergiftiging: in de badkuip stonden twee houtskoolovens te dampen. Die dag werd de website van Boston gesloten en door een verklaring vervangen waarin de band rouw betuigde. Op 14 maart werd bekend dat Delp zelfmoord had gepleegd. Aan zijn T-shirt zat een briefje met de tekst "Mr. Brad Delp. 'J'ai une âme solitaire'. I am a lonely soul."